# Titouan Claudet
 (janvier 2025).
La mise en forme du texte ne suit pas les recommandations de Wikipédia : il faut le « wikifier ».
Les points d'amélioration suivants sont les cas les plus fréquents. Le détail des points à revoir est peut-être précisé sur la page de discussion.
- Les titres sont pré-formatés par le logiciel. Ils ne sont ni en capitales, ni en gras.
- Le texte ne doit pas être écrit en capitales (les noms de famille non plus), ni en gras, ni en italique, ni en « petit »…
- Le gras n'est utilisé que pour surligner le titre de l'article dans l'introduction, une seule fois.
- L'italique est rarement utilisé : mots en langue étrangère, titres d'œuvres, noms de bateaux, etc.
- Les citations ne sont pas en italique mais en corps de texte normal. Elles sont entourées par des guillemets français : « et ».
- Les listes à puces sont à éviter, des paragraphes rédigés étant largement préférés. Les tableaux sont à réserver à la présentation de données structurées (résultats, etc.).
- Les appels de note de bas de page (petits chiffres en exposant, introduits par l'outil «  Source ») sont à placer entre la fin de phrase et le point final[comme ça].
- Les liens internes (vers d'autres articles de Wikipédia) sont à choisir avec parcimonie. Créez des liens vers des articles approfondissant le sujet. Les termes génériques sans rapport avec le sujet sont à éviter, ainsi que les répétitions de liens vers un même terme.
- Les liens externes sont à placer uniquement dans une section « Liens externes », à la fin de l'article. Ces liens sont à choisir avec parcimonie suivant les règles définies. Si un lien sert de source à l'article, son insertion dans le texte est à faire par les notes de bas de page.
- La présentation des références doit suivre les conventions bibliographiques. Il est recommandé d'utiliser les modèles {{Ouvrage}}, {{Chapitre}}, {{Article}}, {{Lien web}} et/ou {{Bibliographie}}. Le mode d'édition visuel peut mettre en forme automatiquement les références.
- Insérer une infobox (cadre d'informations à droite) n'est pas obligatoire pour parachever la mise en page.

Pour une aide détaillée, merci de consulter Aide:Wikification.
Si vous pensez que ces points ont été résolus, vous pouvez retirer ce bandeau et améliorer la mise en forme d'un autre article.
 (janvier 2025).
 (mars 2025).
Pour les articles homonymes, voir Claudet.
Titouan Claudet, né le 5 avril 1993 à Besançon, est un chef pâtissier français reconnu pour ses desserts graphiques. Chef pâtissier de l'hôtel The Woodward Geneva depuis 2021, il dirige également la boutique Le Comptoir Woodward depuis décembre 2023, à Genève. 
Élu Chef Pâtissier de l'année 2025 par Gault & Millau et Pastry Talent of the Year 2025 par La Liste 1000, il est également invité dans des émissions culinaires prestigieuses comme Le Meilleur Pâtissier.

## Biographie

### Jeunesse et formation
Originaire de Besançon, Titouan Claudet s'intéresse à la cuisine dès son enfance. Après avoir obtenu un baccalauréat économique et social au lycée Louis Pasteur de Besançon, il choisit d'étudier l'hôtellerie et la restauration au lycée hôtelier Hyacinthe Friant à Poligny. Il y décroche en 2014 un BTS Hôtellerie-Restauration, option B Arts culinaires et arts de la table. Lors d'un stage de fin d'études au Relais Bernard Loiseau, il découvre sa passion pour la pâtisserie, attiré par sa précision, son esthétique et la richesse des associations de saveurs.

### Parcours professionnel
Titouan a commencé sa carrière en 2024 à Vonnas, au sein de la brigade du chef Georges Blanc, aux côtés de Benoît Charvet, chef pâtissier de l'établissement. Puis, il rejoint l’Auberge de l’Ill à Illhaeusern, en 2018, une institution de la gastronomie alsacienne. Pendant deux ans, il continue d’affiner ses compétences au contact d’une maison emblématique ou il perfectionne l'art du sucre artistique en réalisant des stages chez Stephane Klein. En 2020, Il intègre l'équipe du restaurant Le Sarkara à Courchevel, dirigé par Sébastien Vauxion. Ce restaurant unique, distingué de deux étoiles Michelin, est entièrement consacré à l’art du dessert et du sucré, une expérience qui enrichit considérablement son approche de la pâtisserie.
Il poursuit ensuite sa carrière en Suisse, en rejoignant la cheffe Anne-Sophie Pic au Beau-Rivage Palace de Lausanne. Collaborer avec cette figure incontournable de la gastronomie étoilée marque une étape importante dans son parcours professionnel. En septembre 2021, il devient chef pâtissier de l'hôtel The Woodward Geneva, où il développe des créations originales et participe à l'excellence culinaire des restaurants Le Jardinier et L'Atelier Robuchon (2 étoiles Michelin). Depuis décembre 2023, il élabore également la carte de la boutique de pâtisserie Le Comptoir Woodward à Genève.

## Participation télévisée
En 2023 et 2024, Titouan Claudet est invité en tant que chef invité dans l'émission Le Meilleur Pâtissier, où il partage son expertise avec les candidats,. Il aussi fais une apparition sur la chaîne télévision genevoise Léman Bleu aux côtés de Jérémie Seydoux et récemment à la RTS dans un reportage sur l’émission Basik.

## Style et contributions
Les desserts de Titouan Claudet se caractérisent par leur esthétique graphique, inspirée des formes géométriques et des lignes pures. Ses créations associent généralement trois goûts, combinant fruit, ingrédient sec (comme la noisette ou l'amande), et une touche originale (épice, herbe, yaourt). En 2021, il introduit des tapis et pochoirs décoratifs pour embellir les assiettes, une signature qui marque son approche artistique,. Fasciné par la pâte feuilletée, il est connu pour ses viennoiseries parfaites, notamment ses croissants et autres viennoiseries signatures.

## Distinctions
- Chef Pâtissier de l'année 2025 : Gault & Millau Suisse (octobre 2024)[10]
- Pastry Talent of the Year 2025 : Guide La Liste 1000 (décembre 2024)[11]